# Gymnoscelis bucovinata
Gymnoscelis bucovinata là một loài bướm đêm trong họ Geometridae.